# Immensen
Immensen ist eine Ortschaft der Mittelstadt Lehrte in der niedersächsischen Region Hannover.

## Geografie

### Lage
Immensen befindet sich 26 km östlich der Landeshauptstadt Hannover und 5 km nordöstlich der Lehrter Kernstadt. Etwa 2 km südwestlich befindet sich der Immenser Teich. Südöstlich liegt der Hämeler Wald und nördlich das Burgdorfer Holz.

### Nachbarorte
| Steinwedel | Burgdorf (Region Hannover)                  |       |
|            | Kompassrose, die auf Nachbargemeinden zeigt | Arpke |
| Lehrte     |                                             |       |

## Geschichte

### Ersterwähnung, Eingemeindungen
Immensen wurde 1339 erstmals urkundlich erwähnt.
Bis zur Gebietsreform in Niedersachsen, die am 1. März 1974 stattfand, war Immensen eine selbständige Gemeinde im Landkreis Burgdorf, bevor es nach dessen Auflösung als Ortschaft in der Stadt Lehrte aufging.

### Einwohnerentwicklung
| Jahr      | 1885  | 1910  | 1925  | 1933  | 1939  | 1950  | 1956  | 1973  | 2010  | 2016  |
| --------- | ----- | ----- | ----- | ----- | ----- | ----- | ----- | ----- | ----- | ----- |
| Einwohner | 639   | 1067  | 1223  | 1177  | 1189  | 2424  | 2036  | 2264  | 2530  | 2412  |
| Quelle    | [ 3 ] | [ 4 ] | [ 3 ] | [ 3 ] | [ 3 ] | [ 5 ] | [ 5 ] | [ 6 ] | [ 7 ] | [ 1 ] |

|  |

## Politik

### Ortsrat
Der Ortsrat von Immensen setzt sich aus sieben Ratsmitgliedern der folgenden Parteien zusammen:
| Partei / Liste        | Sitze 2021 | Sitze 2016 |
| SPD                   | 4          | 3          |
| CDU                   | 2          | 4          |
| FWG                   | 1          | 1          |
| BÜNDNIS 90/DIE GRÜNEN | -          | 1          |

(Stand: Kommunalwahl 12. September 2021)

### Ortsbürgermeister
Der Ortsbürgermeister von Immensen ist Michael Clement (SPD). Seine Stellvertreterinnen sind Norma Wildhagen (SPD) und Martina Prüße (CDU).

### Wappen
Der Entwurf des Kommunalwappens von Immensen stammt von dem Heraldiker und Grafiker Alfred Brecht, der zahlreiche Wappen in der Region Hannover erschaffen hat. Die Genehmigung des Wappens wurde am 22. November 1955 durch den Niedersächsischen Minister des Innern erteilt.
| Wappen von Immensen | Blasonierung: „Das Wappen zeigt einen schwarzen Pfahl im goldenen Felde, der mit einer steigenden, silbernen Biene (Imme) belegt ist.“ |
| Wappen von Immensen | Wappenbegründung: Im Einverständnis mit der Familie „von Gadenstedt zu Gadenstedt und Volkersheim“ wurde das Wappen dieser Familie, die laut Urkunden von 1339 und 1341 bis 1849 Inhaber des Patrimonialgerichtes Immensen war, zur Grundlage des Wappens der Gemeinde gewählt. Die fliegende, silberne Imme soll einmal auf die volkstümliche Deutung des Ortsnamens hinweisen, aber auch im tieferen Sinne als Symbol einer biologisch geordneten Gemeinschaft gelten (man vergleiche die Bedeutung der Königin im Bienenstaat). Die gotische Form des Wappenschildes wurde gewählt, um durch sie dem Wissenden das hohe Alter der Grundlagen des Wappens zu künden. |

## Kultur und Sehenswürdigkeiten

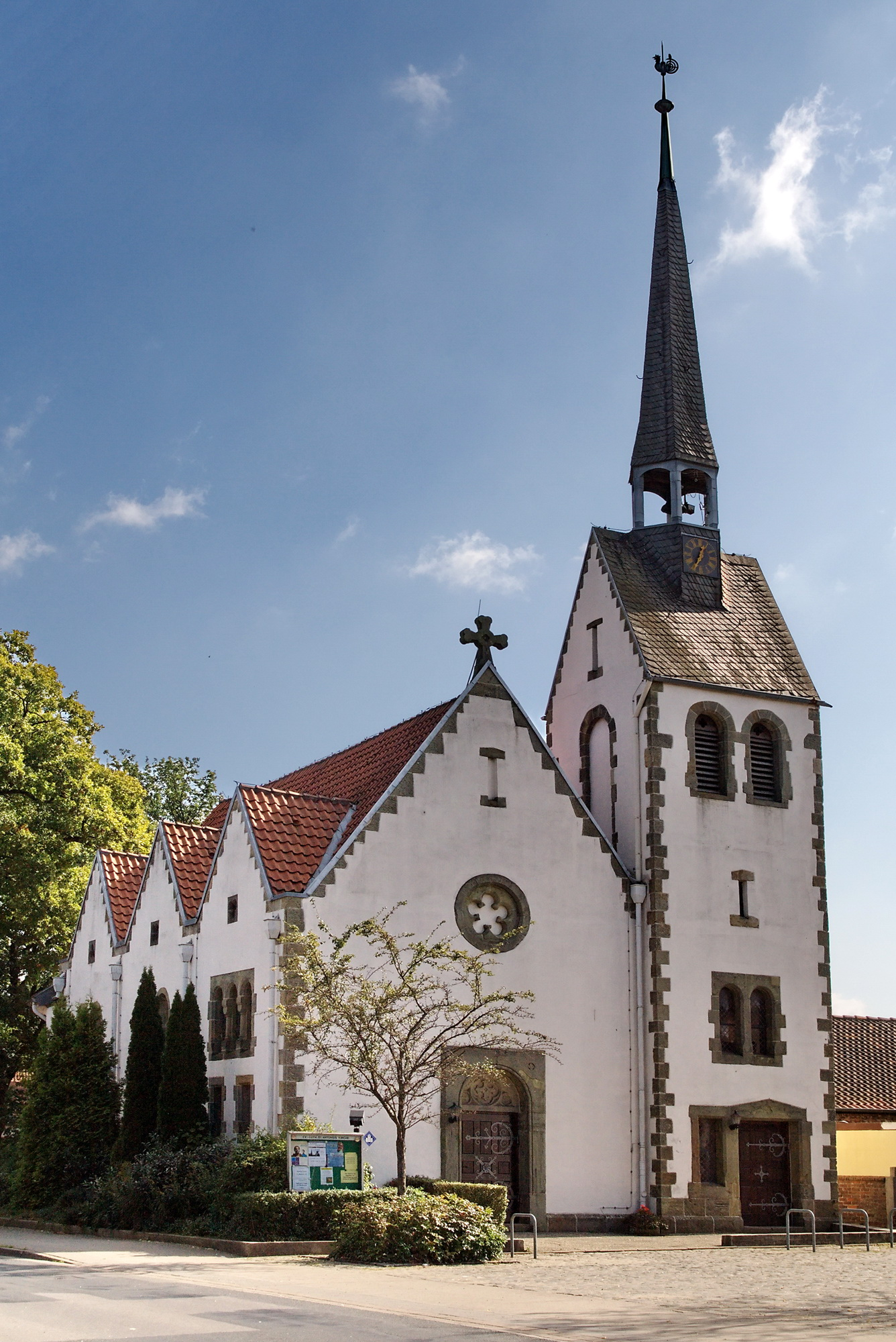
St.-Antonius-Kirche in Immensen

### Bauwerke
- Die St.-Antonius-Kirche in der Mitte von Immensen wurde in den Jahren 1877–1878 als neuromanischer Backsteinbau von Conrad Wilhelm Hase errichtet. 1899 wurde der Bau verputzt.
- In der Bauernstraße stehen zwei Denkmale, die an die Kriegstoten erinnern. Eines von 1872 erinnert an die Toten des Ersten Deutsch-Dänischen Kriegs 1848/51, des Preußisch-Hannoverschen Kriegs 1866 sowie des Deutsch-Französischen Kriegs von 1870/71. Das zweite Denkmal von 1922 wurde errichtet im Gedenken an die Gefallenen des Ersten Weltkriegs und 1958 erweitert, um weitere Namen von im Zweiten Weltkrieg Getöteten aufzunehmen.[11]

### Sport und Freizeit
Sport findet schwerpunktmäßig im MTV Immensen statt. Dieser hat neben der Fußball-, Tennis-, Handball- und Laufsparte noch weitere Angebote, wie Kinderturnen und Gymnastikkurse an. Immensen hat ein ausgeprägtes Vereinsleben. So existieren unter anderem eine aktive Landjugendgruppe mit mehr als 60-jähriger Tradition, die Freunde historischer Fahrzeuge und weitere Organisationen.
Beim Schützenverein Immensen e. V. wird im Wesentlichen mit Kleinkalibern und Luftgewehren geschossen. Die Ausübung des Schießsports lässt sich in Immensen bis in die erste Hälfte des 18. Jahrhunderts belegen. So fand 1732 beispielsweise ein Scheibenschießen statt, und für 1829 ist ein Schützenfest belegt. Aus diesem Anlass stiftete Gerichtshalter von Gadenstedt die erste Fahne für die Immenser Schützengesellschaft. Aus dieser Gesellschaft gründete sich 1931 der Schützenverein Immensen, der 1945 durch die britische Militärregierung aufgelöst und 1949 neu gegründet wurde. Nachdem im September 1949 das erste Schützenfest nach dem Zweiten Weltkrieg stattgefunden hatte, wurde der Verein am 24. Januar 1950 neu in das Vereinsregister Burgdorf eingetragen. Bisher erfolgreichstes Vereinsmitglied war 2005 die Jugendliche Anna Riechelmann, die Landesmeisterin im Kleinkaliberschießen auf 100 m Distanz wurde und sich für die deutsche Meisterschaft 2006 qualifizierte.
Weiterhin gibt es den Pfadfinderstamm „Die Freien vor dem Nordwalde“ der Christliche Pfadfinderschaft Deutschlands (1976). Dessen Arbeit setzt sich zusammen aus Vermittlung christlicher Werte, Inhalte der Pfadfinderarbeit und Elementen der deutschen Jugendbewegung.

### Regelmäßige Veranstaltungen
Seit 1987 findet alljährlich im August auf dem Gelände der ehemaligen Ziegelei südlich des Dorfes das zweitägige Open Air Musik-Festival Zytanien statt, auf dem drei Bühnen bespielt werden.

## Wirtschaft und Infrastruktur

### Unternehmen
Immensen ist landwirtschaftlich geprägt. Die Mehrzahl der landwirtschaftlichen Betriebe Immensens ist allerdings während der letzten 25 Jahre dem Strukturwandel der deutschen Landwirtschaft zum Opfer gefallen. Aus ehemals 52 Hofstellen sind heute nur noch wenige zukunftsfähige Betriebe übrig geblieben. Diese haben sich den Anforderungen des Marktes entsprechend spezialisiert und werden unter unternehmerischen Gesichtspunkten geführt. Die „Bäuerliche Landwirtschaft“ ist auch hier, wie vielerorts, beinahe gänzlich ausgestorben.
Darüber hinaus existieren einige kleinere Gewerbebetriebe. Der Hauptteil der Bevölkerung arbeitet aber außerhalb des Orts.

### Verkehr
Immensen liegt an der heutigen Landesstraße 412 zwischen Arpke und Burgdorf und ist mit Lehrte über die Kreisstraße 134 verbunden. Die Autobahnanschlussstellen der Bundesautobahn 2 Lehrte-Ost und Hämelerwald befinden sich in der Nähe.
Linienbusse verkehren regelmäßig nach Lehrte und Burgdorf, Hämelerwald und Dollbergen.
Der Bahnhof Immensen-Arpke befindet sich an der Bahnstrecke Berlin–Lehrte im nördlichen Teil von Arpke an der ehemaligen Durchgangsstraße nach Immensen. Er wurde auf Betreiben der beiden Dörfer zunächst als Güterbahnhof für landwirtschaftliche Produkte gebaut und am 15. August 1893 eingeweiht, erst später kam ein Personenbahnhof hinzu. Inzwischen führt die Schnellfahrstrecke Hannover–Berlin durch den Bahnhof. Im Stundentakt ist der Bahnhof durch Regionalzüge mit Hannover und Wolfsburg verbunden. Der Bahnhof liegt im Tarifgebiet des Großraum-Verkehr Hannover (GVH). Das alte Bahnhofsgebäude ist mittlerweile ein privates Wohnhaus; der Fahrkartenverkauf wird durch Automaten gewährleistet.

## Persönlichkeiten

### Söhne und Töchter des Ortes
- Heinrich Bokemeyer (1679–1751), Kantor, Dichter und Komponist
- Otto Heineke (1893–1980), Naturschützer, Kunsthistoriker, Lehrer und Landwirt
- Otto Kloppmann (1902–1988), Polizist, NSDAP- und SS-Mitglied in führender Funktion

### Personen, die mit dem Ort in Verbindung stehen
- Conrad Wilhelm Hase (1818–1902), Architekt und Hochschullehrer, er galt als einer der bedeutendsten Vertreter der Neugotik des 19. Jahrhunderts, zu seinen Werken zählt die von 1877 bis 1878 gebaute St.-Antonius-Kirche in Immensen
- Adolf Meyer (1929–2018), langjähriger Lehrer und Schulleiter, Heimatforscher, Verfasser einer zehnbändigen Ortschronik von Immensen und zahlreicher anderer Ortschroniken, vor allem aus dem Kreis Celle
- Norbert Herrmann (* 1943), Mathematikprofessor an der Universität Hannover, wohnte in Immensen
- Hiltrud Hensen (* 1948), dritte Exfrau von Gerhard Schröder und Schirmherrin verschiedener karitativer Organisationen, wohnte mit ihrem damaligen Mann in Immensen
- Lukas Rieger (* 1999), Popsänger, wohnte in Immensen